# エドゥアルト・フォン・ハルトマン
エドゥアルト・フォン・ハルトマン （ドイツ語: Karl Robert Eduard von Hartmann、1842年2月23日-1906年6月5日）は、ドイツの哲学者。生の哲学や新カント派、ユングなどに影響を与えた。

## 生涯
1842年、将軍の息子としてベルリンで生まれた。1858年に砲兵連隊の近衛隊に入隊し、軍人として活動していた。しかし1865年に膝に問題を抱えて除隊。その後、音楽と哲学のどちらを職業とするかで迷ったが、哲学で生きていくことを決め、1867年にロストック大学にて博士号取得。その後、ベルリンに戻った。膝の持病が悪化し、痛みと闘いながら、ほとんどの時間をベッドの上で過ごし、執筆活動を続けた。特に職に就くことなく、生涯を終えた。

## 研究内容・業績
- ハルトマンは22歳のとき、思考し成果を残すことが自身の天命であると考えていた。1864年から「無計画」に書き記していた文章を、1869年に『無意識の哲学』というタイトルで発表し、一躍、注目を浴びる。ハルトマンは、ヘーゲルから形而上学的理念を、ショーペンハウアーから盲目的意志をとって総合し、自身の哲学の立場を「無意識者」として掲げた。(さらに言えば、スピノザの実体、フィヒテの絶対的自我、ヘーゲルの理念などもこの体系に含まれている)。この「意志と表象」は、止揚された一元論である。

- ハルトマンによると、ヘーゲル哲学の大きな過ちは、非論理的なものを論理的なものの対にあるものとして、つまり論理的なものを理解する構成要素として、論理的なものと同等のものとして解釈している。それに対し、ショーペンハウアーはそれとは違い表象を単に「脳による産物」と意志としており、世界の本質を個々の表象のむき出しとして見なしていた。ハルトマンによると無意識とは、意志と表象、実在と理念、非論理と論理などと共にあると同時に、世界の過程という二つの特徴のものの単に理念的的な対立の結果であり、これは論理的なもの(表象)を通じ、非論理的なもの(意志)によって克服することによって帰結するものである。